# Roswitha Eberl
Roswitha Eberl (* 5. Juni 1958 in Wismar), heute Krugmann, ist eine ehemalige deutsche Kanutin.
Eberl begann in jungen Jahren zunächst als Schwimmerin und war begeisterte Eiskunstläuferin, ehe sie mit 13 Jahren ins neu gebildete Kanulager vom SC Empor Rostock wechselte.
1978 gewann die von Horst Mühlberg trainierte Eberl ihren ersten Meistertitel in der DDR, dem sie bei den Weltmeisterschaften in Belgrad die Goldmedaillen im Einer-Kajak und Vierer-Kajak folgen ließ. Beide Titel konnte sie auch ein Jahr später in Duisburg verteidigen. 1980 konnte sich die doppelte Doppelweltmeisterin in internen Ausscheidungsrennen nicht gegen Carsta Genäuß durchsetzen und fuhr nur als Ersatzstarterin zu den Olympischen Spielen in Moskau. In den beiden Folgejahren errang Eberl dafür zwei weitere Weltmeistertitel im Vierer-Kajak.
Nach ihrer aktiven Laufbahn als Leistungssportlerin trainierte Eberl vorwiegend als Langstreckenläuferin ab und nahm als solche noch lange nach ihrem Karriereende an verschiedenen Wohltätigkeitsläufen teil und veranstaltete 2008 die erste Küstentour der Hoffnung.